# Francis Travers
Pour les articles homonymes, voir Travers.
 (février 2012).
Si vous disposez d'ouvrages ou d'articles de référence ou si vous connaissez des sites web de qualité traitant du thème abordé ici, merci de compléter l'article en donnant les références utiles à sa vérifiabilité et en les liant à la section « Notes et références ».
Francis Eaton Travers, né en 1863 et mort en 1953, est un capitaine de la Royal Navy.

## Biographie
Il a pendant de nombreuses années servi dans la Royal Navy. Il est ensuite affecté comme professeur au Darmouth College.
Au début de la Première Guerre mondiale, il fut rengagé et partit servir, tout d'abord en Orient, en Grèce, puis fut affecté comme commandant des transports à Marseille. C'est à ce titre qu'il fut décoré de la Légion d'honneur[Quand ?].
Lors de la Seconde Guerre mondiale, il voulut de nouveau se rengager dans l'armée pour participer au conflit mais l'autorisation lui fut refusée en raison de son âge.
Il devient colonel de la Home Guard, la garde civile chargée d'assurer la protection des citoyens britanniques au cours de la guerre.
Il mourut en 1953 à l'âge de 90 ans.

## Famille
- Il eut deux enfants : 
  - Susan Travers (1909-2003) Sous-officier dans la Légion étrangère
  - Laurence Travers
- Devise de la famille Travers : Nec temere, nec timide (« sans peur, ni timidité »)

Francis Travers est sans doute le seul cas où un père et une fille (britanniques de surcroît) ont été décorés de l'ordre de la Légion d'honneur.